# Statistiques et records de l'AS Nancy-Lorraine
 (mai 2021).
 (mai 2022).
 (mai 2022).
Si vous disposez d'ouvrages ou d'articles de référence ou si vous connaissez des sites web de qualité traitant du thème abordé ici, merci de compléter l'article en donnant les références utiles à sa vérifiabilité et en les liant à la section « Notes et références ».
Cet article contient les statistiques et records de l'AS Nancy-Lorraine.

## Statistiques

### Bilan de l'ASNL en Coupe d'Europe
| Coupe            | Participations | Matchs joués | Victoires | Nuls | Défaites | Buts marqués | Buts encaissés |
| Coupe des Coupes | 1              | 4            | 1         | 1    | 2        | 7            | 6              |
| Coupe UEFA       | 2              | 14           | 6         | 3    | 5        | 22           | 15             |
| TOTAL            | 3              | 18           | 7         | 4    | 7        | 29           | 21             |

Mise à jour après le match Deportivo La Corogne-AS Nancy-Lorraine (17 décembre 2008 à La Corogne).

## Récompenses diverses

### Récompenses France Football
À la fin de chaque année, le magazine France Football décerne des récompenses dans de nombreux domaines. L'ASNL a été plusieurs fois primée.
- Dirigeant de l'année (1) :
  - 2006: Jacques Rousselot
- Entraîneur de l’année (2) :
  - 2006, 2007: Pablo Correa
- Joueur français de l'année (2) :
  - 1976, 1977: Michel Platini
- Politique de recrutement (1) :
  - 2007

### Trophées UNFP
- Joueur du mois UNFP (1) :
  - novembre 2007 : Sébastien Puygrenier